# Güngören
Güngören (bis 1936 griechisch Vidos) ist eine Stadtgemeinde (Belediye) im gleichnamigen Ilçe (Landkreis) der Provinz Istanbul in der türkischen Marmararegion und gleichzeitig ein Stadtbezirk der 1984 gebildeten Büyükşehir belediyesi İstanbul (Großstadtgemeinde/Metropolprovinz). Güngören liegt auf der europäischen Seite der Großstadt und ist seit der Gebietsreform ab 2013 flächen- und einwohnermäßig identisch mit dem Landkreis.

## Geografie
Der Kreis/Stadtbezirk wird von Bahçelievler im Süd(west)en, von Bağcılar im Nord(west)en, von Esenler im Nordosten und von Zeytinburnu im Südosten begrenzt. Güngören ist der kleinste Kreis der Provinz Istanbul.

## Geschichte
Güngören war früher ein von Griechen bewohntes Dorf namens Vidos. Im 17. Jahrhundert war die Gegend um das heutige Güngören für den Sultan Osman II. ein beliebtes Ausflugsziel für die Jagd. Sultan Osman ließ dort deswegen eine heute nach ihm benannte und bis heute erhaltene Moschee und eine Jagdvilla mit türkischem Bad errichten. Auf der rechten und linken Seite der Moschee ließ er zwei Brunnen errichten. Der rechte ist bis zum heutigen Tag erhalten.
Nachdem Sultan Osman von Mitgliedern der osmanischen Eliteeinheit der Janitscharen ermordet worden war, ließ sein Nachfolger Murat IV. alle Janitscharen, die in Gebäuden um die Moschee und die Jagdvilla untergebracht waren, umbringen. Als im Jahre 1936 die griechischen Ortschaftsnamen in türkische geändert wurden, bekam der Ort Vidos den Namen Güngören. 

## Verwaltung
Güngören erlangte im Jahre 1992 den Status eines Landkreises und ab 2013 auch eines Stadtbezirks. Davor gehörte es zum Kreis Bakırköy. Durch das Gesetz Nr. 3806 kamen elf Mahalle (Stadtviertel/Ortsteile) in die Belediye Güngören, die zugleich der einzige Ort im Landkreis war und ist.
Das heute hauptsächlich in Güngören liegende Stadtviertel Merter wurde nach Ahmet Muhtar Merter, einem Gutsbesitzer, ehemaligem Widerstandskämpfer und Führer gegen die griechische Besatzung im Griechisch-Türkischen Krieg, benannt.
Die Firmenzentrale des Kiler Holding Konzerns befindet sich in Güngören.
Am 27. Juli 2008 verübten Terroristen in einer Fußgängerzone in Güngören einen Anschlag, bei dem 18 Menschen getötet und mehr als 100 verletzt wurden.

## Bevölkerung
In der Volkszählung im Jahre 1955 wurden im Dorf Güngören 237 Bewohner registriert. Nach dieser Zeit wuchs Güngören explosionsartig, bis es im Jahr 2000 eine Einwohnerzahl von 272.950 erreichte. Dies war die erste Zählung nach der Selbständigkeit und zugleich die letzte „händische“. Ab dem Jahr 2007 ist eine stetig abnehmende Einwohnmerzhal zu verzeichnen. Zudem rutscht Güngören von Jahr zu Jahr tiefer in der Rangliste der bevölkerungsstärksten Kreis/Stadtbezirke. Ende 2020 war dies Platz 26 (von 39).
Die Mahalle werden durchschnittlich von 25.482 Menschen bewohnt, der bevölkerungsreichste hatte 49.446 Einwohner (Güneştepe Mah.). Nur ein Mahalle hatte weniger als 10.000 Einwohner.

### Einwohnerentwicklung
Nachfolgende Zahlen basieren auf der Bevölkerungsfortschreibung am Jahresende:
| Fortschreibungsjahr | 2008    | 2010    | 2012    | 2014    | 2016    | 2018    | 2020    |
| ------------------- | ------- | ------- | ------- | ------- | ------- | ------- | ------- |
| Einwohnerzahl       | 314.271 | 309.624 | 307.573 | 303.371 | 298.509 | 289.331 | 280.299 |

## Persönlichkeiten
- Hasan Can Kaya (* 1989), Komiker und Stand-up-Comedian
- Uzi (* 1998), Rapper
- Emre Bilgin (* 2004), Fußballtorhüter